# Autocorrélation
L'autocorrélation est un outil mathématique souvent utilisé en traitement du signal. C'est la corrélation croisée d'un signal par lui-même.
L'autocorrélation permet de détecter des régularités, des profils répétés dans un signal comme un signal périodique perturbé par beaucoup de bruit, ou bien une fréquence fondamentale d'un signal qui ne contient pas effectivement cette fondamentale, mais l'implique avec plusieurs de ses harmoniques.

## Définitions

### Généralités
Note : La confusion est souvent faite entre l'auto-covariance et l'auto-corrélation. Ces deux notions généralisent les notions classiques de covariance ayant pour dimension la dimension de la variable élevée au carré et de coefficient de corrélation compris entre {\displaystyle -1} et  {\displaystyle +1}. Les considérations qui suivent utilisent le langage le plus répandu chez les praticiens, sans division par la variance. Il existe d'autre part deux définitions fondamentalement différentes.
À un processus stochastique discret ou continu, correspond une « auto-corrélation » statistique qui généralise la notion de covariance. Dans le cas d'un processus continu (en toute généralité complexe) {\displaystyle X(t)\,}, la fonction d'auto-corrélation statistique se définit comme :{\displaystyle R_{X}(t_{1},t_{2})=E[X(t_{1}).X^{*}(t_{2})].}Dans le cas d'un signal stationnaire, on peut écrire :{\textstyle R_{X}(\tau )=E[X(t).X^{*}(t-\tau )],}où {\displaystyle \tau \,} est le décalage temporel et l'espérance mathématique se définit à partir de la densité de probabilité.
À partir d'un signal {\displaystyle x(t)\,}, on peut définir l'auto-corrélation temporelle en remplaçant la moyenne d'ensemble par une moyenne temporelle : {\displaystyle R_{x}(\tau )={\overline {x(t)x^{*}(t-\tau )}}.}Lorsque le signal est considéré comme réalisation d'un processus stationnaire ergodique, l'auto-corrélation temporelle est identique à l'auto-corrélation statistique. Elle peut être utilisée pour calculer le contenu en fréquence du signal (voir densité spectrale). Dans certains problèmes, elle permet d'analyser le signal sans référence à son contenu en fréquences.

### Statistiques
En statistique, l'auto-corrélation d'une série temporelle discrète ou d'un processus {\displaystyle X_{t}} est simplement la corrélation du processus par rapport à une version décalée dans le temps de lui-même. Si {\displaystyle X_{t}} est un processus stationnaire d'espérance {\displaystyle \mu } alors la définition est: {\displaystyle R(k)={\frac {1}{\sigma ^{2}}}\mathbb {E} {\bigl [}(X_{i}-\mu )(X_{i+k}-\mu ){\bigr ]},}où {\displaystyle \mathbb {E} [\cdot ]} est l'espérance mathématique, {\displaystyle k} est le décalage temporel, {\displaystyle \mu } est la moyenne de {\displaystyle X} et {\displaystyle \sigma ^{2}} est la variance de {\displaystyle X}. C'est une fonction à valeur dans l'intervalle {\displaystyle [-1,1]} avec {\displaystyle 1} indiquant une parfaite corrélation (Les signaux se recouvrent exactement quand le temps est décalé de {\displaystyle k}) et {\displaystyle -1} indiquant une parfaite anti-corrélation. Il est d'usage pratique dans de nombreuses disciplines de tracer la normalisation par {\displaystyle \sigma ^{2}} et d'utiliser le terme auto-corrélation sans distinction avec celui d'auto-covariance.

### Traitement du signal
En traitement du signal, pour un signal donné {\displaystyle f(t)}, l'auto-corrélation continue {\displaystyle R_{f}(\tau )} est la corrélation croisée continue de {\displaystyle f(t)} avec elle-même, décalée de l'intervalle de temps {\displaystyle \tau }, et est définie comme :
{\displaystyle R_{f}(\tau )=\langle f(\cdot +\tau ),f(\cdot )\rangle =\int _{-\infty }^{\infty }f(t+\tau )f^{*}(t)\mathrm {d} t=\int _{-\infty }^{\infty }f(t)f^{*}(t-\tau )\mathrm {d} t,}
où {\displaystyle f^{\ast }} représente le conjugué complexe, et ⟨ a, b ⟩ représente le produit scalaire des fonctions a et b, défini ici par l'intégrale du produit de la fonction a par le conjugué complexe de la fonction b (extension de la notion de produit scalaire aux fonctions). Formellement, l'auto-corrélation discrète {\displaystyle R} pour l'intervalle de temps {\displaystyle j} et le signal {\displaystyle x[n]} est :
{\displaystyle R[j]=\sum _{n}x[n]x^{\ast }[n-j]=\mathbb {E} {\bigl (}x[n]x^{\ast }[n-j]{\bigr )},}
Souvent, les auto-corrélations sont calculées pour un signal centré sur zéro. C’est-à-dire un signal dont la valeur moyenne est nulle. On note {\displaystyle m} la valeur moyenne (valeur attendue) de {\displaystyle x[n]}. L'auto-corrélation est alors définie par :
{\displaystyle R[j]=\sum _{n}(x[n]-m)(x^{\ast }[n-j]-m)=\mathbb {E} {\bigl [}(x[n]-m)(x^{\ast }[n-j]-m){\bigr ]}.}L'auto-corrélation multi-dimensionnelle est définie de manière similaire. Par exemple, en trois dimensions l'auto-corrélation devient :{\displaystyle R(j,k,\ell )=\sum _{n,q,r}(x[n,q,r]-m)(x[n-j,q-k,r-\ell ]-m)=\mathbb {E} {\bigl [}(x[n,q,r]-m)(x[n-j,q-k,r-l]-m){\bigr ]}.}

## Propriétés
Dans ce qui suit, nous décrirons les propriétés d'autocorrélation uni-dimensionnelle uniquement, puisque la plupart des propriétés sont facilement étendues du cas à une dimension aux cas multidimensionnels.
- Dans un cas continu, l'auto-corrélation est même une fonction paire:
  - {\displaystyle R_{f}(-\tau )=R_{f}(\tau )\,} quand f est une fonction réelle, et une fonction Hermitienne;
  - {\displaystyle R_{f}(-\tau )=R_{f}^{*}(\tau )\,}quand f est une fonction complexe.

- La fonction continue d'auto-corrélation atteint son pic à l'origine, où elle prend une valeur réelle. C’est-à-dire que pour tout délai {\displaystyle \tau }, {\displaystyle |R_{f}(\tau )|\leq R_{f}(0)}. C'est une conséquence de l'inégalité de Cauchy-Schwarz. Le même résultat est obtenu pour un cas discret.

- L'auto-corrélation d'une fonction périodique est elle-même périodique, avec exactement la même période.

- L'auto-corrélation de la somme de deux fonctions totalement non-corrélées (la corrélation croisée est nulle pour tout {\displaystyle \tau }) est la somme des auto-corrélations de chacune des fonctions.

- Puisque l'auto-corrélation est un type spécifique de corrélation croisée, elle conserve toutes les propriétés de la corrélation croisée.

- L'auto-corrélation d'un bruit blanc aura un pic important à {\displaystyle \tau =0} et sera proche de {\displaystyle 0} pour tout autre {\displaystyle \tau }. Cela montre qu'un enregistrement de bruit blanc à un certain moment n'est pas corrélé statistiquement à un enregistrement du même bruit blanc à un autre moment.

- Le théorème de Wiener–Khintchine rapporte la fonction d'auto-corrélation {\displaystyle R_{f}(\tau )} à la densité spectrale de puissance {\displaystyle S_{f}(\omega )} par la transformation de Fourier: {\displaystyle R_{f}(\tau )={\mathcal {F}}^{-1}\{S_{f}(\omega )\}(\tau )\Longleftrightarrow S_{f}(\omega )={\mathcal {F}}\{R_{f}(\tau )\}(\omega ).}

## Applications
- La mesure du spectre optique et la mesure de flash lumineux de très courte durée produit par laser, en utilisant un auto-corrélateur optique.

- En optique, l'auto-corrélation normalisée et la corrélation croisée donnent le degré de cohérence d'un champ électromagnétique.

- En traitement du signal, l'auto-corrélation peut donner une information sur des événements répétés tels que les battements musicaux ou les fréquences de pulsar, même si cela ne peut pas donner la position dans le temps du battement.

L'exemple suivant montre le signal d'un fichier sonore MIDI Le Beau Danube bleu (à gauche), et son auto-corrélation (seulement les 4 premières secondes).
|  |  |

- L'auto-corrélation, utilisée précédemment comme intermédiaire dans le calcul d'une densité spectrale, est aujourd'hui abandonnée au profit de la transformation de Fourier rapide (voir aussi Analyse spectrale pour des considérations élémentaires).